# Compagnie Tunisienne de Navigation
Die Compagnie Tunisienne de Navigation (CTN oder COTUNAV) ist eine tunesische Schifffahrtsgesellschaft, die regelmäßige Fährverbindungen zwischen Tunesien und Frankreich bzw. Italien sowie Frachtlinien zwischen Tunesien und verschiedenen europäischen Häfen anbietet. Sie ist zu 100 % im Besitz der tunesischen Republik und dem tunesischen Transportministerium unterstellt.

## Geschichte
Das Unternehmen wurde am 7. März 1959 gegründet und widmete sich anfänglich dem Angebot von regelmäßigen Verbindungen zwischen Tunesien und den größten Handelspartnern Tunesiens. Mit der Diversifizierung des tunesischen Außenhandels kam die Einführung weiterer Verbindungen nach Italien, Spanien, Deutschland und Belgien.
In den 1970er Jahren expandierte das Unternehmen in den Transport von Erdölprodukten und Nahrungsmitteln. Im Jahr 1978 nahm die CTN die Passagierfähre Habib in Betrieb. Die Habib bot Fährverbindungen zwischen Tunesien und Marseille bzw. Genua an. Zwischen 1976 und 1982 folgten die Massengutfrachter Moularès, S’hib, Kairouan, Bizerte und El-Kef.
Im Rahmen einer Umstrukturierung der Geschäftstätigkeiten nahm die CTN eine Flottenerneuerung in Angriff. Die Massengutfrachter wurden ab 1997 durch die beiden Roll-On/Roll-Off-Schwestern Ulysse und Salammbo 7, welche von der Bremerhavener Schichau-Seebeckwerft geliefert wurden, ergänzt und später ersetzt. 1999 wurde die Passagierfähre Carthage, welche in Norwegen gebaut wurde und über eine Kapazität von 2208 Passagieren und 666 PKW verfügt, in Betrieb genommen. Mit einer maximalen Geschwindigkeit von 23,5 Knoten ermöglichte die Carthage die Verkürzung der Reisezeit auf ungefähr 20 Stunden.
Im Jahr 2012 ergänzte die Passagierfähre Tanit, die in Südkorea gebaut wurde und über eine Kapazität von 3200 Passagieren und 1060 PKW verfügt, die Flotte der CTN. Die Tanit war zum Zeitpunkt ihrer Inbetriebnahme nach der Passagierkapazität gemessen die größte Autofähre der Welt. Mit einer maximalen Geschwindigkeit von 27,5 Knoten benötigt die Tanit lediglich 17 Stunden für eine Überfahrt.

## Flotte
Die CTN unterhält eine Flotte von insgesamt sechs Schiffen. Vier davon sind Roll-On/Roll-Off-Fähren, während die anderen zwei RoPax-Fähren sind.
| Name       | Bild | Baujahr | Inbetriebnahme | Vermessung | Anmerkung              |
| ---------- | ---- | ------- | -------------- | ---------- | ---------------------- |
| Amilcar    |      | 2000    | 2010           | 22.900 BRZ |                        |
| Carthage   |      | 1999    | 1999           | 32.298 BRZ |                        |
| Elyssa     |      | 2000    | 2010           | 22.900 BRZ |                        |
| Tanit      |      | 2012    | 2012           | 52.645 BRZ |                        |
| Salammbo 7 |      | 1997    | 1997           | 17.907 BRZ |                        |
| Ulysse     |      | 1997    | 1997           | 17.907 BRZ |                        |
| Leevsten   |      | 2019    | 2020           | 32.887 BRZ | (seit 2020 gechartert) |